# Batrachedra eurema
Batrachedra eurema là một loài bướm đêm thuộc họ Blastobasidae. Nó được tìm thấy ở đảo Lord Howe và Guadalcanal.